# 卡羅琳·奇瑟姆
卡羅琳·奇瑟姆 (Caroline Chisholm)（1808年5月30日—1877年3月25日）英國慈善事業家，她以幫助來到澳大利亞的移民而在澳大利亞家喻戶曉。

## 早年生活
卡羅琳·奇瑟姆1808年出生於英格蘭北安普頓，他的父親威廉·瓊斯三次喪偶，卡羅琳的母親是威廉第四任妻子，她的母親共生了7個孩子（威廉與前妻們生有5個孩子），卡羅琳是最小的女兒。卡羅琳六歲時，他的父親去世，留下的遺產為600英鎊和幾處房產。
1830年12月27日，時年22歲的卡羅琳嫁給了大她10歲的阿奇博爾德·奇瑟姆（Archibald Chisholm），他是在東印度公司馬德拉斯軍團服役的軍官，由於他是一名天主教教徒，爲此卡羅琳皈依了天主教。他們的婚禮在北安普頓的聖殿教堂舉行，婚禮是由羅馬天主教神職人員主持，而這樣的婚禮在《1836年婚姻法》頒佈之前是不被認可的。

## 在印度期間
兩年後，阿奇博爾德·奇瑟姆回到印度馬德拉斯軍團繼續服役，18個月之後卡羅琳也去了印度。在印度生活期間卡羅琳共生了2個孩子。爲了不使隨軍家屬染上軍隊的不良習氣，1834年卡羅琳為從軍家屬創辦了女子學校，學習寫作、宗教、烹飪和護理等方面的技能和知識。

## 在澳洲期間

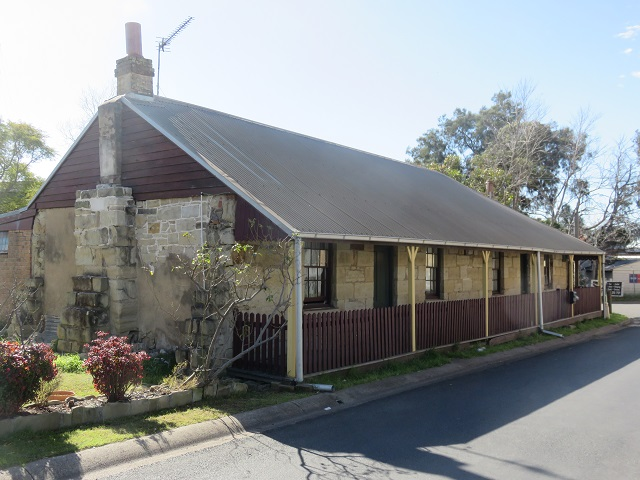
位於東梅特蘭的“卡羅琳·奇瑟姆小屋”

1838年阿奇博爾德·奇瑟姆上尉以身體健康爲由獲得了兩年的休假。他們決定去澳大利亞而不是返回英國，10月他們抵達到悉尼，并在新南威爾士的溫莎（新南威爾士）住了下來。
當時的澳大利亞來自英國的男女移民比例為3:1，爲了解決殖民地男女比例失調，英國以為單身女性提供免費船票作爲優惠條件，鼓勵英國單身女性移民澳洲。然而很多踏上澳大利亞的英國女性既身無分文，且舉目無親，她們往往成爲黑社會漁獵的目標，爲了生存，很多女性不得不從事賣淫活動。爲了挽救這些年輕婦女，卡羅琳在悉尼為來到澳洲的單身年輕婦女們建立了第一個收容所，給她們介紹到到值得信賴的富人家庭工作，並為這些婦女找到成家伴侶。這個慈善活動很快發展到周圍的鄉村地區。1840年阿奇博爾德·奇瑟姆上尉回到了印度，但他鼓勵卡羅琳留在澳洲繼續從事她的慈善事業。
1842年3月，卡羅琳在東梅特蘭租下了兩座住宅，她將這兩棟住宅改建為一所收容那些無家可歸移民的宿舍，並為這些移民尋找工作。現在這座建築成爲“卡羅琳·奇瑟姆小屋”以紀念她的慈善活動。
卡羅琳在澳大利亞的七年中，為11,000多人安置了家庭和工作，在新南威爾士州開展慈善活動期間，據説她并沒有也不想接受個人或宗教組織的捐款，而完全是靠著自己的努力來完成她的慈善事業。爲此她成爲了澳洲的一個知名女性，並受到人們的廣爲敬佩。1845年她的丈夫從印度退役後回到了澳大利亞。

## 促進移民改革政策
1846年卡羅琳·奇瑟姆和她丈夫返回英國前，他們收集了600多份移民的信件，這些信件陳述了在澳洲生活的狀況，爲了使後來的移民在來澳洲之前瞭解當地的情況，卡羅琳回到英國後，出版了本名爲《慰藉窮人的一日三餐》（Comfort for the Poor – Meat Three Times a Day），其中引用了這些已經定居在澳洲的移民陳述内容，英國作家查爾斯·狄更斯在他的雜志《家常話》（Household Words）也引用了其中的内容。
1849年在西德尼·赫貝特爵士以及英國專責委員會的支持下，卡羅琳在她的伊斯靈頓住處成立了支援移民安家融資協會，其主要功能是向去澳洲的移民提供一半交通費貸款，移民在澳洲生活兩年之後再償還貸款。
卡羅琳還在查爾頓-克里斯頓（Charlton Crescent）定期舉行會議，向移民提供有效的建議，該協會最初使用私人移民船作爲活動場所，並用來運送移民。在卡羅琳的堅持下，要求協會改善船隻的住宿條件，這後來使《1803年英國客運船舶法》得以修改。卡羅琳夫婦二人1851年短期走訪了澳洲，並被嘉獎爲澳洲榮譽代表以幫助來澳洲的移民。
到了1854年，她在英國創建的協會已經協助了3000多人移民澳大利亞，卡羅琳爲此在英國各地舉辦了移民講座，并在法國、意大利進行巡迴演講。由於卡羅琳皈依為天主教徒，她受到了羅馬教皇庇護九世的接見，並被贈與一枚教皇獎章和她本人的一尊半身像。

## 晚年
1854年，卡羅琳又回到澳大利亞墨爾本之後，除了繼續從事她的慈善事業之外，在凱恩頓購買了住宅和商店，她往返於墨爾本和凱恩頓之間，她的兩個兒子幫助她經營商店，她的丈夫在凱恩頓擔任治安法官。1858年卡羅琳舉家遷移到悉尼，1859年至1860年她經常發表政治演講，她呼籲殖民政府給移民分配土地，以使移民能夠建立小型農場，她認爲這樣可以使移民安居樂業。卡羅琳在此期間發表了一部名爲《Litter Joe》的長篇小説，并連載在當地報刊上。
1865年阿奇博爾德·奇瑟姆陪同幼的孩子先回到了英國，次年她與兒子小阿奇博爾德也回到了英國。1877年3月25日卡羅琳病逝，阿奇博爾德·奇瑟姆也於同年8月去世。卡羅琳去世之後，她與後來去世的丈夫安葬在家鄉北安普頓。夫婦兩人共有8個孩子，其中5個孩子養大成人。
|  |